# 한대수 (가수)
한대수(韓大洙, 1948년 3월 12일~)는 대한민국의 남성 가수, 작사가, 작곡가, 편곡가이며 사진작가, 라디오 DJ, 방송인, 영화배우이다.

## 생애
핵물리학자인 부친 한창석과 모친 피아니스트 박정자 사이에서 태어났다.
경상남도 부산부(현: 경상남도 부산시)에서 태어나 자란 한대수는 7살 무렵 미국에서 유학 중이던 아버지가 실종되고, 이어서 어머니가 재가하는 바람에 신학자인 할아버지와 살았다. 그의 할아버지 한영교 박사는 언더우드 박사와 함께 연세대학교를 설립하고 초대 학장과 대학원장을 지냈다. 1955년 부산남일초등학교에 입학했으나, 3년 뒤인 1958년 도미하여 뉴욕 할렘에 있는 P.S 125 초등학교를 졸업했다. 1961년 한국으로 돌아와서 경남중학교를 다녔고, 1964년 아버지를 발견했다는 소식을 접하고, 1965년 도미하여 경남고등학교에서 롱 아일랜드 A.G Berner 고등학교로 전학했다. 1966년 뉴햄프셔 대학 수의학과에 입학했지만 곧 자퇴하고 적성을 찾아 뉴욕사진학교에 입학했다.
1968년 귀국하여 이듬해 1969년에 송창식·윤형주·조영남이 당시 활약하던 '세시봉'에서 데뷔한 한대수는 포크 록이라는 장르를 한국에 처음으로 소개했다. 무명 가수로 활동하다 1971년 해군 (149기)에 입대해 1974년 제대했다. 코리아 헤럴드에서 기자로 일하던 1974년, 작곡을 해서 다른 가수에게 주었던 두 곡이 매우 유명해진 덕분에 그 해에 첫 음반 《멀고 먼 길》을 녹음했다. 현재 이 음반에 실렸던 〈물 좀 주소〉, 〈행복의 나라로〉 등은 음악계에서 한국 포크 록의 새 장을 연 곡들로 평가받고 있다. 1975년 2집이 나왔지만 체제 전복을 꾀하는 곡들이라는 이유로 앨범을 수거하라는 문공부의 명령을 받았다. 살 길이 막막해지자 다시 미국으로 떠났다가 1989년에 돌아와 오랜만에 앨범을 냈다. 그 뒤 몇 장의 앨범을 냈으며 현재는 사진을 찍거나 공연을 하며 지내고 있다.
1970년대 2집 시절 유명한 패션디자이너 김명신을 만나 결혼을 했으나, 부인이 연하의 독일남자와 외도에 빠져 이혼을 하게 됩니다. 3~4년이 지난 후 길거리에서 우연히 전 부인과 마주쳤는데, 그녀는 심신이 지칠대로 지쳤고, 오갈데가 없는 처지였습니다. 할 수 없이 일주일을 머물기로 하고 집으로 데려왔는데, 그 시간이 자꾸 길어져 어색한 동거가 1년을 훌쩍 넘겼습니다. 그래서 전부인에게 언제까지 나가달라는 통보를 할 수밖에 없었답니다.
후에 몽골계 러시아인인 옥사나 알페로바 (Oxana Alferova)를 만나 1992년 재혼하였고, 환갑이 다 되었을 때 딸을 얻었다.

## 음악
그는 1968년 귀국하여 송창식·윤형주·조영남과 함께 '세시봉'에서 데뷔하였고, 1969년 남산 드라마센터에서 인상깊은 연주회를 가졌다. 조명을 모두 끈 암흑 속에서 시계 초침 소리가 들리는 것으로 시작된 공연에 어디선가 향이 피어오르고 한대수가 커다란 톱을 연주하며 등장했다. 이날 한대수가 들려준 노래 중 상당수는 그가 18세때 작곡한 것들로 팝송 번안곡이 대중음악의 거의 전부였던 것과는 대조를 이루었다. 이 공연은 1969년을 '한국 포크의 원년'으로 만들었다고 평가를 받기도 한다. 그는 세시봉에서 데뷔했지만 '세시봉 세대'로 분류되지 않는다. 뉴욕에서 히피 문화를 실시간으로 받아들였던 그는 시대를 굉장히 앞서간 음악을 하였다.

## 발표 앨범

### 정규 앨범
- 1집 《멀고 먼 길》(1974년)
- 2집 《고무신》(1975년)
- 3집 《무한대》(1989년)
- 4집 《기억상실》(1990년)
- 5집 《천사들의 담화》(1991년)
- 7집 《이성의 시대·반역의 시대》(1999년) - 뉴욕 발매
- 8집 《Eternal Sorrow》(2000년)
- 9집 《고민》(2002년) - 《삼총사》 앨범 3CD 중 CD1
- 10집 《상처》(2004년)
- 11집 《2001 Live At Olympic Fencing Stadium》(2005년)
- 12집 《욕망》(2006년)

### 비정규 앨범
- 《골든》(Golden, 1990년) - 1집과 3집의 합본 CD
- 《1975 고무신 서울~1997 후쿠오카 라이브》(1999년)
- 《MASTERPIECE》(2000년) - 1집과 3집의 정식 CD 재발매(CD1과 CD2로 구성)
- 《기억상실/천사들의 담화》(2000년) - 2CD로 구성
- 《THE BOX》(2005년)
- 《Best Of Hahn Dae Soo》(2007년)

### 참여 앨범
- 영화 《타짜 O.S.T》(2006년) - TRACK 14 〈불나비〉, 원곡: 김상국 〈불나비 사랑〉

### 피쳐링
- 앨범 Aresco(뮤지션 Swallow, 2005년) - bonus track 10 <어디에도 없는 곳>

## 출연

### 텔레비전
- MBC 《한뼘드라마》 - 제3회〈나는 뱀파이어다〉출연(2003년)[1]
- 광주 MBC 《도올&한대수 록 콘서트 - 행복의 나라로!》(2006년)
- MBC 《Slow talK 악어(樂語)》 진행 (2008년)
- tvN 《트렌드TV 마릴린》 진행 (2008년)
- MBC 드라마넷 《부엉이》 - 제14,15,16회 출연(2010년)
- KBS2 《TV는 사랑을 싣고》 게스트 (2020년)

### 영화
- 《모노폴리》 ... 큰손 역(2006년)
- 《호치민》(2007년)
- 《Way Home》[3](2007년)

### 라디오
- 아리랑 라디오 - 《Golden GOODIES》 진행(2007년~2010년)
- CBS표준FM 손숙 한대수의 행복의 나라로 진행(2008년 5월 12일~2015년 9월 12일)

### 다큐멘터리
- 다큐멘터리 한대수 : Music & Life(2006년)
- MBC 창사 50주년 특집 다큐멘터리 : 웃으면 복이와요(2011년)

## 공연
- 《한대수 어쿠스틱 콘서트》(2004년)

## 수상
- 《제2회 한국대중음악상 공로상》(2005년)
- 《부산국제락페스티벌 공로상》(2004년)
- 《KBS 가요대상 공로상》(2003년)
- 《국제시인협회의 Editor's Award》(1997년)
- 《제1회 한국가요제 10대작곡가상》(1974년)

## 학력
- 남일국민학교 수료
- 미국 뉴욕주 뉴욕 시티 할렘 구역 P.S 125 초등학교 졸업
- 경남중학교 졸업
- 경남고등학교에서 미국 뉴욕주 뉴욕 시티 롱아일랜드 구역 A.G. Berner 고등학교으로 전학후 졸업
- 미국 뉴햄프셔 주립대학교 수의과대학 중퇴
- 미국 뉴욕 사진전문학교 졸업

## 인간 관계
- 포크 팝 가수 겸 뮤지컬 연출가 김민기, 산업디자이너 김영세와 절친한 관계이며 포크 팝 가수 양희은과 연극배우 양희경 자매, 방송인 이상벽, 이선희와 사적 친분이 두텁다.

## 가족 관계
- 할아버지: 한영교
- 아버지: 한창석
- 어머니: 박정자
- 배우자: 김명신 - 이혼
- 재혼 아내: 옥사나 알페로바 (1970년 ~ 2024년 5월 31일) - 몽골인 러시아인
  - 딸: 한양호 (2006년 ~ )

## 같이 보기
- 대한민국의 음악가 목록
- 조선민주주의인민공화국의 음악가 목록